# Atanyjoppa lineata
Atanyjoppa lineata là một loài tò vò trong họ Ichneumonidae.